# هاردمید
هاردمید (به انگلیسی: Hardmead) یک روستا و محله مدنی در بریتانیا است که در Milton Keynes واقع شده‌است. هاردمید ۷۰ نفر جمعیت دارد.